# Tillandsia acuminata
Tillandsia acuminata es una especie de planta epífita dentro del género  Tillandsia, perteneciente a la  familia de las bromeliáceas. Es originaria de Bolivia y Ecuador.

## Taxonomía
Tillandsia acuminata fue descrita por Lyman Bradford Smith y publicado en Contributions from the United States National Herbarium 29(10): 434, f. a–c. 1951.
Etimología
Tillandsia: nombre genérico que fue nombrado por Carlos Linneo en 1738 en honor al médico y botánico finlandés Dr. Elias Tillandz (originalmente Tillander) (1640-1693).
acuminata: epíteto latíno que significa "acuminada"